# لیچینگ
لیچینگ (به انگلیسی: Leaching) یا استخراج مایع-جامد فرایندی است در شیمی و صنایع شیمیایی که طی آن ماده‌ای مشخص، با انحلال در حلال از ماده جامد جدا شده و سپس ماده هدف به روش‌های مختلف از حلال استخراج می‌شود.

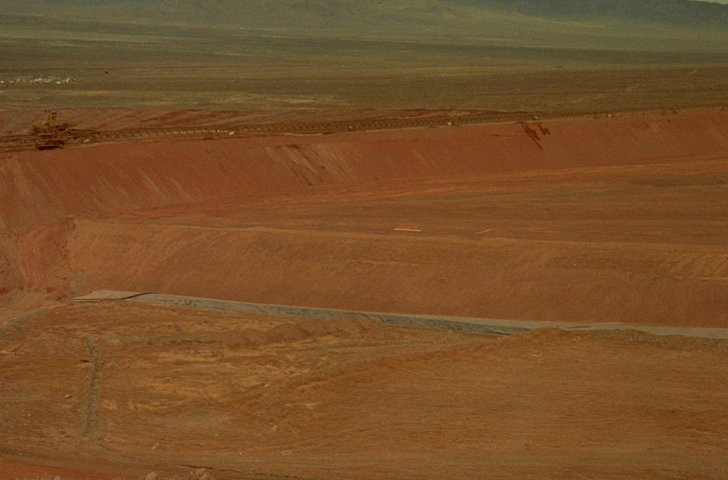
سیانید لیچینگ در یک معدن طلا در نزدیکی الکو، نوادا

از این روش فرآیندی استخراج در استحصال مواد معدنی از سنگ‌های معدنی به وسیله اسید مانند استخراج مس از سنگ معدن به وسیلهٔ اسید سولفوریک رقیق یا استخراج شکر از نی شکر با آب گرم استفاده می‌شود.
روش لیچینگ، خود به انواع لیچینگ مخزنی، لیچینگ برجا، لیچینگ ستونی، لیچینگ دامپ و لیچینگ توده‌ای (هیپ لیچینگ) تقسیم می‌گردد. در روش لیچینگ توده‌ای یا هیپ لیچینگ، کان‌سنگ به صورت توده‌ای در محلی انباشته می‌شود و محلول حاوی عامل شیمیایی از بالا بر روی آن پاشیده می‌شود تا در اثر جریان ثقلی از میان خلل و فرج موجود در توده کان‌سنگ عبور کرده، کانی مورد نظر را حل کند. در این روش با پاشش محلول اسید سولفوریک تحت شرایط شیمیایی و فیزیکی مناسب، کانی‌های اکسیدی مس به راحتی حل می‌شوند. اما در مورد کانی‌های سولفیدی، این فرایند قدری پیچیده‌تر می‌شود و اسید، به تنهایی امکان انحلال سریع این کانی‌ها را ندارد؛ بنابراین از گذشته تاکنون کوشش‌هایی صورت گرفته تا بتوان کانی‌های سولفیدی مس را نیز به نحوی مطلوب، به روش لیچینگ حل نمود که این تلاش‌ها منجر به ابداع روش‌های مختلفی از جمله بایولیچینگ شده‌است.

## انواع لیچینگ

### لیچینگ درجا
این روش به درجا و معدنکاری انحلال نیز موسوم است. در این روش به علت کم عیار بودن کانه و عدم توجیه اقتصادی برای استخراج آن، کانه در محل و در طول مدت زمان طولانی لیچ می‌شود. با توجه به موقعیتهای به‌دست آمده اخیراً، این روش برای کانه‌های با عیار بالا نیز بکار گرفته می‌شود. لیچینگ درجا برای استخراج نمک‌های محلول از ذخائر زیر زمینی مانند پتاس، کلرید سدیم، سولفات سدیم و کربنات سدیم (ترونا) و همچنین کانه‌های اورانیوم و مس به کارگرفته می‌شود.

### لیچینگ توده‌ای (Heap)
در این روش ابتدا سطح زمین را از گیاهان پاک کرده و باشیب ملایمی آن را کوبیده و مسطح می‌کنند. سطح صاف شده ابتدا توسط صفحه پلاستیکی و بعد با لایه‌ای از آسفالت پوشیده می‌شود. سپس در محل آماده شده توده‌ای از سنگ خرد شده معدن به ارتفاع ۱۵–۱۰ متر ریخته می‌شود. وزن ماده ممکن است ۲۰۰–۱۰۰هزارتن باشد. سپس عامل لیچینگ از بالای توده به صورت روش روی تل ریخته و توسط جوی کوچکی که در انتهای شیب زمین تعبیه شده‌است جمع‌آوری می‌گردد. وقتی ماده معدنی به‌طور کامل لیچ شد یا توده بجا مانده رها می‌شود یا بعد از تخلیه، آن محل برای لیچینگ مواد معدنی جدید مورد استفاده مجدد قرار می‌گیرد.

### لیچینگ ستونی
در این حالت مواد مورد استفاده متخلخل و دارای ابعاد ماسه‌ای می‌باشد، بطوریکه امکان توده کردن آن‌ها در حجم زیاد امکان‌پذیر نیست. وضعیت آرایش دانه‌بندی مواد فاکتور مهمی در نفوذ حلال در توده می‌باشد که از بعد دانه‌ها نیز اهمیت بیشتری دارد. چنانچه دانه‌ها هم اندازه نباشند، ذرات درشت قرار گرفته و موجب مسدود شدن کانال و کندی استخراج مواد می‌شود. این روش برای مواد حاوی ذرات نرمه زیاد، مناسب نمی‌باشد.

### لیچینگ به کمک همزن
در این روش، عامل لیچینگ به ماده معدنی خام پودر شده اضافه می‌شود و پالپ حاصل نیز در تانک‌های مخصوص هم زده می‌شود تا از ته‌نشین شدن مخلوط جلوگیری شده و فرایند لیچینگ در کوتاهترین زمان به اتمام برسد. تجهیزات مورد استفاده متعدد و گران‌قیمت بوده و هدف اصلی در آن‌ها افزایش بازیابی فلز از عملیات می‌باشد. لیچینگ ممکن است در شرایط متوسط و با استفاده از اسید رقیق و دمای محیط صورت پذیرد. یا در شرایط شدید با استفاده از محلول غلیظ (اسید و باز) و در فشار و دمای بالا باشد. لیچینگ هم زن دار سرعت‌های بالایی از حلالیت را ایجاد می‌کند.

## دسته‌بندی فرآیندی
فرایند لیچینگ به دو فرایند اکسیدی و غیراکسیدی تقسیم می‌شود:
فرایند لیچینگ غیراکسیدی: ترکیبات مس کربنات‌دار همچون مالاکیت و آزوریت یون مس یا یون سولفات موجود در اسید سولفوریک رقیق واکنش می‌دهد و سولفات مس به وجود می‌آید و دیاگرام استخراج مس در فرایند غیراکسیدی را نشان می‌دهد.
فرایند لیچینگ اکسیدی: در این فرایند دو محلول فرو شوینده باز، یک عامل اکسیدکننده موجود باشد تا بتواند ترکیبات سولفیدی مس را در اثر اکسید کردن به صورت ترکیبات سولفاتی درآورد تا بتواند با اسید واکنش دهد.